# Кроссли, Хью, 4-й барон Сомерлейтон
Хью Фрэнсис Сэвил Кроссли, 4-й барон Сомерлейтон (англ. Hugh Francis Savile Crossley, 4th Baron Somerleyton; род. 27 сентября 1971) — британский ресторатор, владелец отеля, землевладелец и защитник природы. Он живёт в Сомерлейтон-Холле, родовом доме своей семьи площадью 5000 акров (2000 га). Он является директором-основателем WildEast, организации, которая продвигает ревайлдинг в Восточной Англии и ревайлдинг 1000 акров (400 га) своего поместья Сомерлейтон-Холл.

## Биография
Хью Фрэнсис Сэвил Кроссли родился 27 сентября 1971 года. Единственный сын Уильяма Кроссли, 3-го барона Сомерлейтона (1928—2012), и его жены Белинды Марис Лойд (1939—2018). Он вырос в семейной резиденции — Сомерлейтно-Холл в Лоустофте, Саффолк. Хью Кроссли получил образование в Итонском колледже и Политехническом университете Англии. Он служил вторым почетным пажом Елизаветы II в течение года в возрасте 12 лет и унаследовал титул барона Сомерлейтона в 2012 году после смерти своего отца.
Среди его братьев и сестер: достопочтенная Изабель Алисия Клэр Кроссли (1964 г.р.), Камилла Мэри Лара Сомерлейтон (1967 г.р.), Алисия Филлис Белинда Сомерлейтон (1969 г.р.) и Луиза Бриджит Вивьен Сомерлейтон (1974 г.р.) . Он внук Фрэнсиса Сэвила Кроссли, 2-го барона Сомерлейтона (1889—1959), и правнук Сэвила Кроссли, 1-го барона Сомерлейтона (1857—1935), политика-либерала-юниониста, который занимал пост генерального казначея с 1902 по 1905 год.
В 2009 году Хью Кроссли женился на Ларе Бейли, от которой у него трое детей:
- Достопочтенный Джон Кроссли (родился в феврале 2010 года)
- Достопочтенная Кристабель Марис Тесса Кроссли (родилась 19 апреля 2012 г.)
- Достопочтенная Марго Филлис Мэри Кроссли (родилась в июне 2014 г.)[2]

## Профессиональная деятельность
Барон Сомерлейтон развил бизнес в индустрии развлечений, первоначально организовав фестиваль Eastern Haze Festival в Сомерлейтон-Холле.
Ранее он владел двумя персидскими ресторанами Dish Dash в Лондоне под названием Empty Quarter Restaurants, которые были проданы после того, как его холдинговая компания прекратила свою деятельность в 2004 году. Он владеет отелем Fritton House недалеко от Грейт-Ярмута, Норфолк. В июне 2013 года он открыл новый ресторан в Норфолке.
В 2019 году он был назначен заместителем лейтенанта Саффолка.
Он находится в процессе восстановления 1000 акров (400 га) поместья и является попечителем-основателем WildEast, благотворительного фонда, который продвигает регенеративное земледелие и восстановление дикой природы в Восточной Англии.